# Naczyniaki jamiste ośrodkowego układu nerwowego

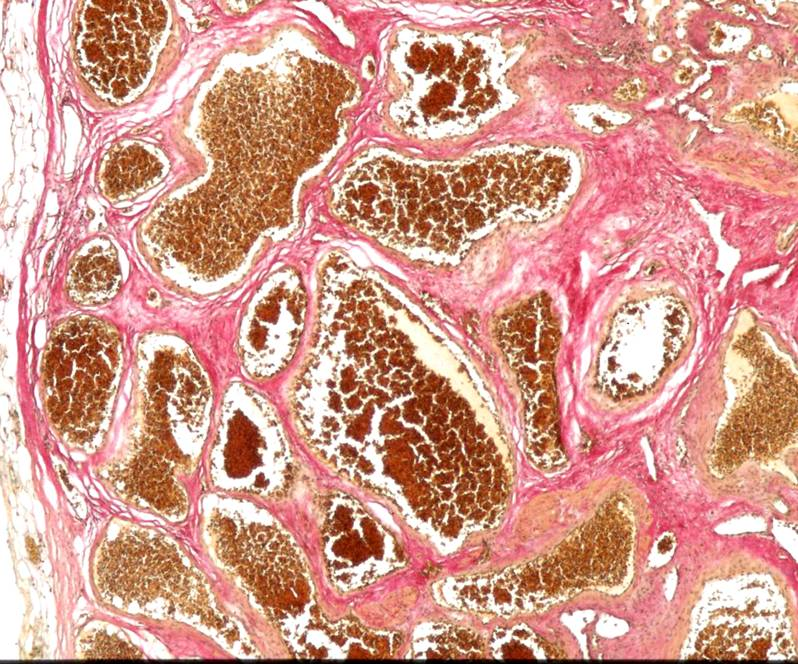
Obraz histologiczny naczyniaka jamistego

Naczyniaki jamiste ośrodkowego układu nerwowego (ang. cavernous angioma) – łagodne guzy naczyniowe, należące do guzów hamartomatycznych. Mogą być dziedziczone autosomalnie dominująco. Mają najczęściej przebieg bezobjawowy, rzadko są przyczyną napadów padaczkowych i ubytków neurologicznych. W połowie przypadków wada ta rozpoznawana jest przypadkowo. Leczeniem z wyboru jest leczenie chirurgiczne.